# Doncement Amwrosijiwka
Doncement Amwrosijiwka (ukr. Міні-футбольний клуб «Донцемент» Амвросіївка, Mini-Futbolnyj Kłub "Doncement" Amwrosijiwka) – ukraiński klub futsalu, mający siedzibę w mieście Amwrosijiwka, w obwodzie donieckim. W sezonie 1996/97 i 1998/99 występował w futsalowej Wyższej Lidze Ukrainy.

## Historia
Chronologia nazw:
- 1993: Formika Amwrosijiwka (ukr. «Форміка» Амвросіївка)
- 1998: Doncement Amwrosijiwka (ukr. «Донцемент» Амвросіївка)
- 1999: klub rozwiązano

Klub futsalowy Formika Amwrosijiwka został założony w Amwrosijiwce w 1993 roku i reprezentował miejscową cementownię. W styczniu 1994 zespół startował w rozgrywkach o Puchar Ukrainy. Grającym trenerem został Serhij Butenko. W sezonie 1994/95 zespół debiutował w profesjonalnych rozgrywkach Pierwszej Ligi, zajmując ostatnie 11.miejsce. W następnym sezonie 1995/96 był czwartym w tabeli ligowej. W sezonie 1996/97 debiutował w Wyższej Lidze, zajmując 7.miejsce. Jednak w kolejnym sezonie klub nie uczestniczył w żadnych rozgrywkach. Po roku przerwy w sezonie 1998/99 z nazwą Doncement Amwrosijiwka ponownie występował w Wyższej Lidze. Po zakończeniu sezonu uplasował się na 13.pozycji, ale potem zrezygnował z dalszych występów i został rozwiązany.

## Sukcesy

### Trofea międzynarodowe
Nie uczestniczył w rozgrywkach europejskich (stan na 31-05-2019).

### Trofea krajowe
| \| \| Zdobyte trofea w rozgrywkach Ukrainy (stan na: 31-05-2019) \| |                                                            |      |          |
| Rozgrywki                                                           | Osiągnięcie                                                | Razy | Sezon(y) |
| · Mistrzostwo                                                       | I miejsce                                                  | 0    |          |
| · Mistrzostwo                                                       | II miejsce                                                 | 0    |          |
| · Mistrzostwo                                                       | III miejsce                                                | 0    |          |
| · Mistrzostwo                                                       | 7.miejsce                                                  | 1    | 1996/97  |
| Puchar                                                              | zdobywca                                                   | 0    |          |
| Puchar                                                              | finalista                                                  | 0    |          |
| II liga                                                             | I miejsce                                                  | 0    |          |
| II liga                                                             | II miejsce                                                 | 0    |          |
| II liga                                                             | III miejsce                                                | 0    |          |
| II liga                                                             | 4.miejsce                                                  | 1    | 1995/96  |
| Ukraina                                                             | Zdobyte trofea w rozgrywkach Ukrainy (stan na: 31-05-2019) |      |          |

## Piłkarze i trenerzy klubu

### Trenerzy
Serhij Butenko (grający trener) (1994–1999)

## Struktura klubu

### Stadion
Klub rozgrywał swoje mecze domowe w Hali Sportowej w Amwrosijiwce. Pojemność: 500 miejsc siedzących.

### Sponsorzy
- Cementownia w Amwrosijiwce